# Portrait of Beauty
Portrait of Beauty ist das Debütalbum der Post-Hardcore-Band Days in Grief. Für die Produktion ist Thomas Hannes verantwortlich. Der Anlass, das Album zu produzieren, war das im Jahre 2003 produzierte Demotape Poetic Licence.

## Entstehung
Veröffentlicht wurde das mit 14 Tracks versehene Album am 29. März 2004 über das deutsche Plattenlabel Eat the Beat. Dem jetzigen Label ging ein Vertrag bei Poisonfree-Records voraus. Drei Wochen nach Beginn der Aufnahmen für das Album entschloss sich die Band jedoch wegen arbeitstechnischer Auseinandersetzungen, bei Eat the Beat einen Vertrag zu unterschreiben.
Die musikalischen Einflüsse zur Gestaltung der Songs gehen hauptsächlich von dem Hardcore-Genre aus. Davon sind vor allem die Strophen betroffen. Bei den Refrains kommen häufiger die melodiösen Parts zur Geltung, welche sich dadurch von den Strophen abgrenzen. Auch Metaleinflüsse wurden in die Lieder einbezogen.

## Bedeutung
Der Leitfaden des Longplayers steckt hauptsächlich in dem knapp 4-minütigen Song All Inside. Es geht um die innere Schönheit. Die wesentlichen Elemente von Schönheit gliedern sich in Begeisterung, Gefühl und Ehrlichkeit. Aus diesem Grunde wurde das Album Portrait of Beauty benannt. Genau diese Materien sollen in den einzelnen Liedern widergespiegelt werden. Auch das Albumcover deutet auf eine Art von Schönheit hin, nämlich die der Natur.
Die Texte behandeln sowohl zwischenmenschliche als auch politische Angelegenheiten. Dabei handelt es sich besonders um technische Fortschritte, die bewirken, dass sich die Natur und der Mensch immer mehr voneinander distanzieren und um persönliche Erfahrungen und Erlebnisse. Auch kriegsbezogene Themen werden von Days In Grief in Betracht gezogen. God Curb America entstand während des Angriffs Amerikas gegen Afghanistan.

## Titelliste
1. Prologue – 0:40
2. Make Noise - The Revolution Sleeps – 2:35
3. Shadows Fall – 2:57
4. All Inside – 3:44
5. Blindfold – 3:01
6. Pledge Allegiance to Demons Inside – 3:24
7. A Nation's Distrust – 3:29
8. Transitory – 2:35
9. Resentment & Disrespect – 3:50
10. The Abstract Feeling of Being Lost – 4:13
11. Poetic Licence – 3:02
12. Nothing Counts Apart – 3:25
13. Eye Will Recognize – 4:40
14. God Curb America – 3:48

## Singleauskoppelungen
- All Inside (Januar 2004)

1. All Inside
2. Shadows Fall
3. Blindfold

- The Abstract Feeling of Being Lost (Mai 2004)

1. The Abstract Feeling of Being Lost (Single Edit)
2. The Abstract Feeling of Being Lost (Album Edit)

## Musikvideos
- 2004: The Abstract Feeling of Being Lost

## Bedeutung der Liedtexte

### Prologue
Bei dem Prologue handelt es sich um ein 40-sekündiges Einführungsstück, welches das Album einleitet. Neben der düster klingenden Melodie und den Geräuschen von plätschernden Tropfen sind im Hintergrund Kinderstimmen zu hören.

### God Curb America
God Curb America kam durch den Krieg zwischen Amerika und Afghanistan zustande. Aufgrund der Anschläge vom 11. September griff Amerika die Taliban in Afghanistan an.

## Sonstiges
- Die beiden Tracks God Curb America und The Abstract Feeling of Being Lost sind ebenso auf der EP …Lessons From the Past aus dem Jahre 2002 enthalten.
- Portrait of Beauty wurde bereits im September 2003 fertiggestellt, kam aber erst im März 2004 auf den Markt.